# Castelul Krasiczyn
Castelul Krasiczyn este un castel în stilul Renașterii tîrzii care se află în sudul Poloniei, unul dintre cele mai frumoase din țară. A fost construit de Stanisław și Marcin Krasicki după proiectul de arhitectură al lui Galeazzo Appiani în anii 1598-1633. În cele patru colțuri ale castelului se află patru turnuri rotunde (Boska, Papieska, Królewska și Szlachecka) care simbolizează ordinea mondială, iar denumirile acestora semnifică cele patru niveluri ierarhice ale puterii: Dumnezeu, biserică, monarhie și nobilime.

## Galerie

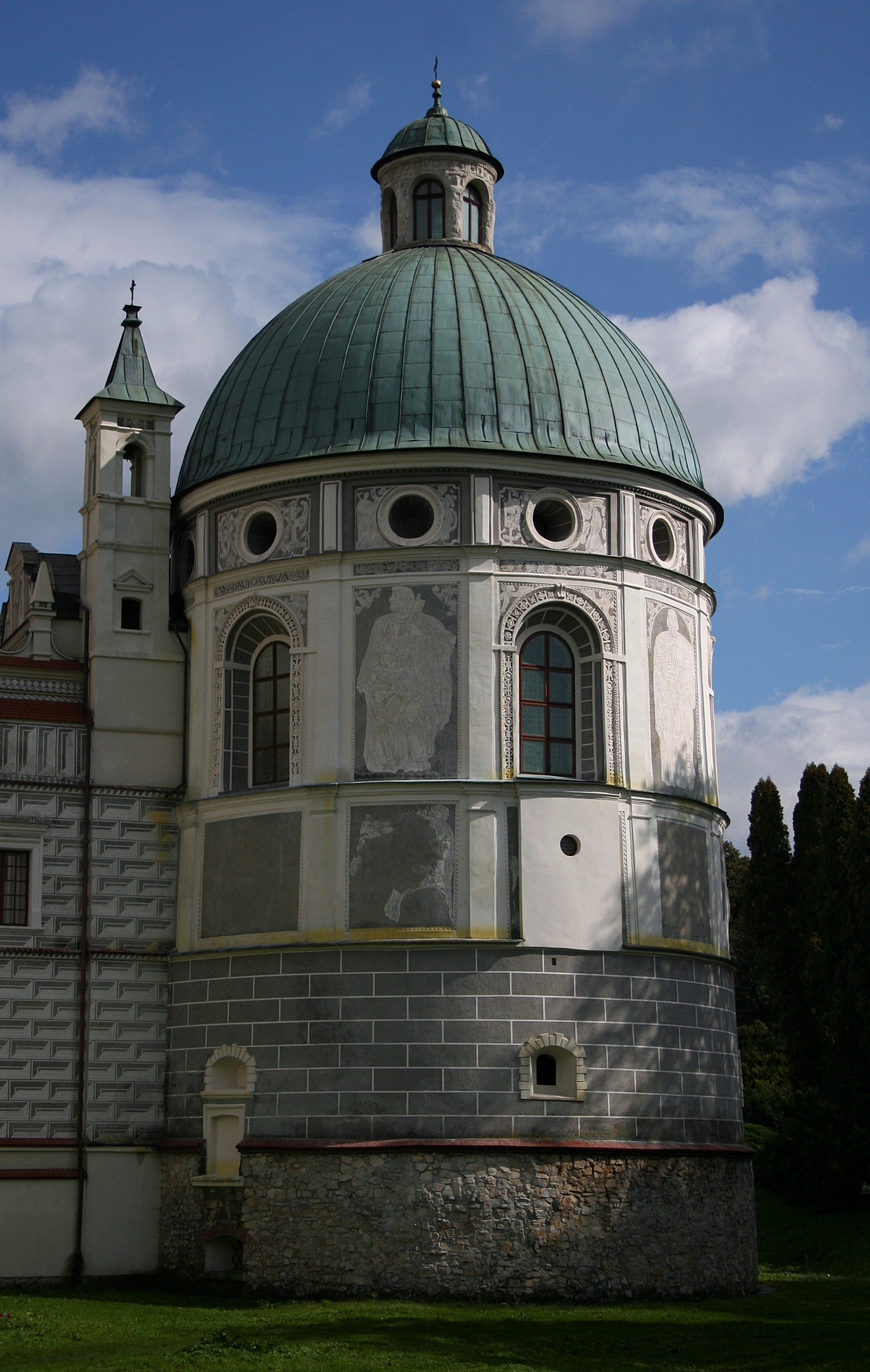
Turnul Divin
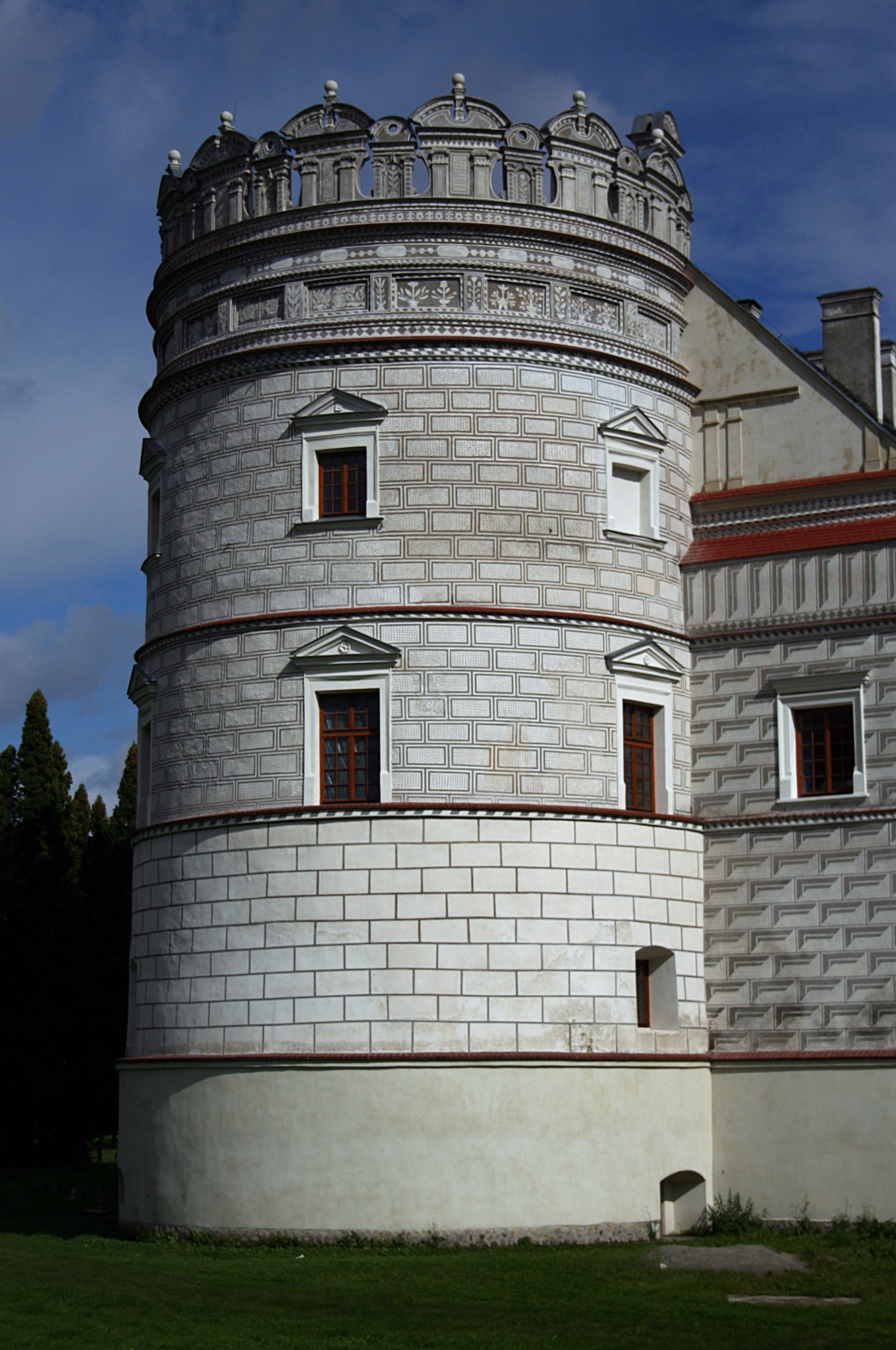
Turnul Papieska
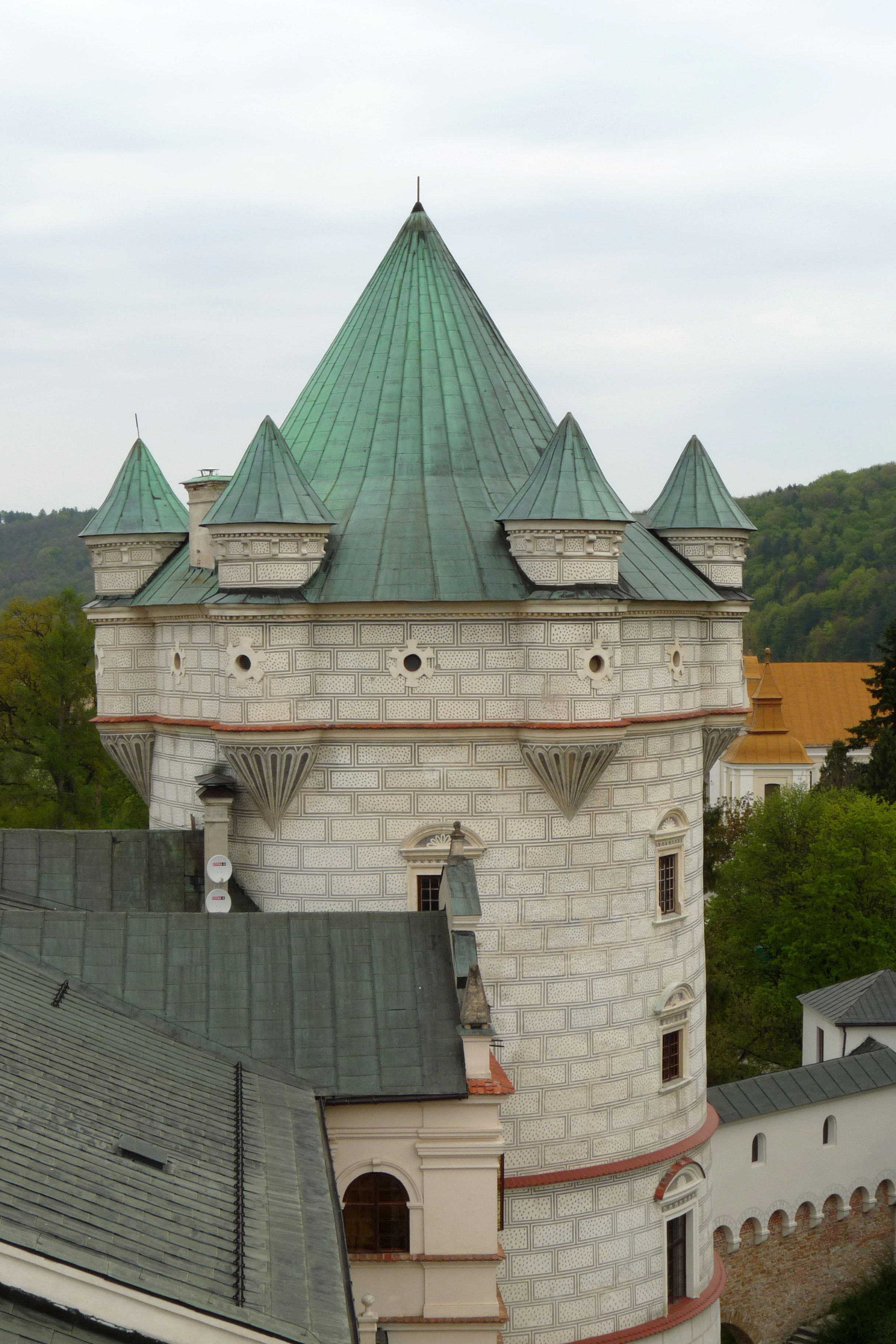
Turnul Regal
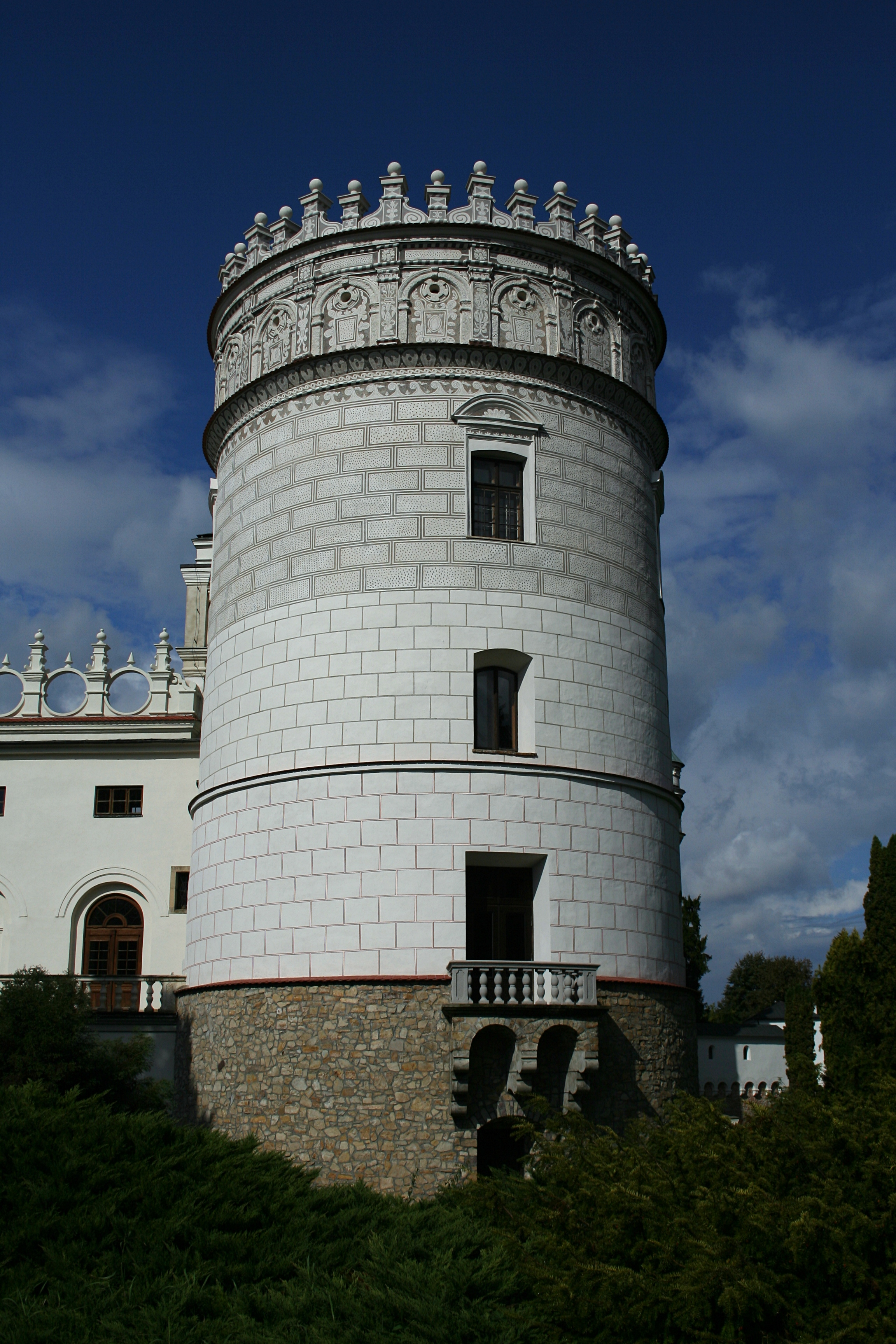
Turnul Şleahtei
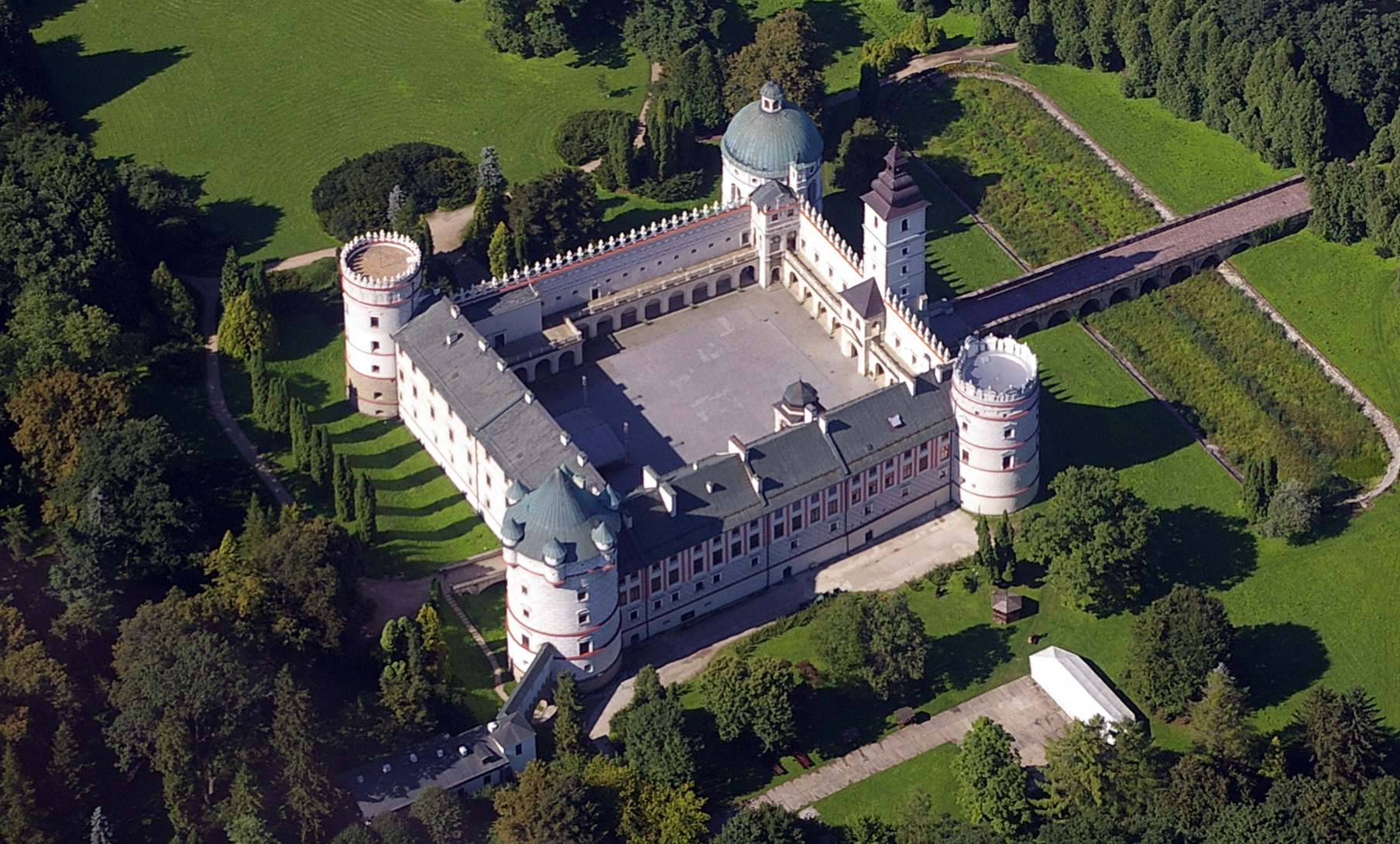
Vedere generală asupra castelului
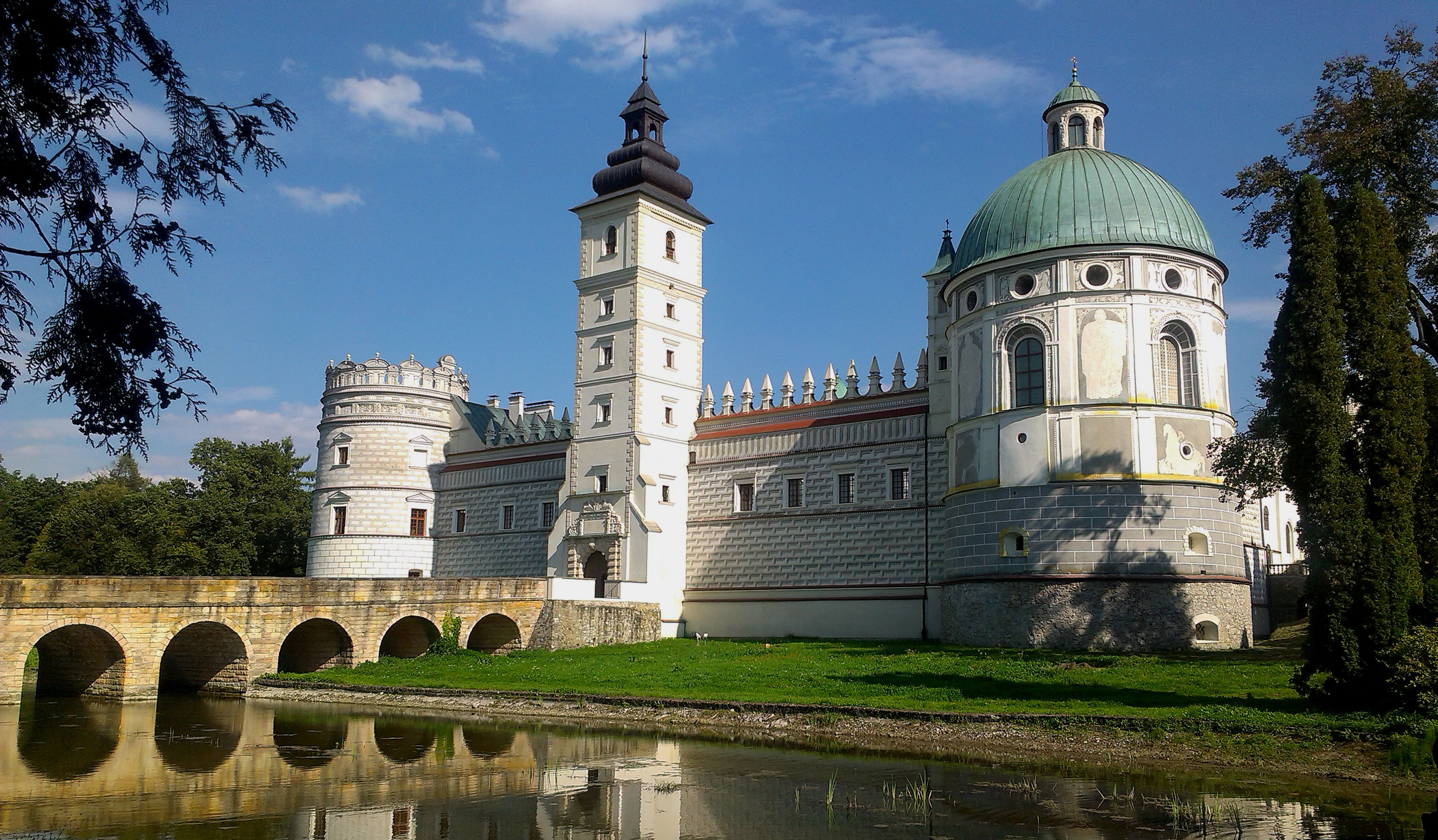
Vedere din partea șanțului